# Pooh Shiesty
Pooh Shiesty (* 8. November 1999 in Memphis, Tennessee; wirklicher Name Lontrell D. Williams) ist ein US-amerikanischer Rapper aus Memphis. Anfang 2021 hatte er seinen Durchbruch mit dem Song Back in Blood und seinem Debütalbum Shiesty Season.

## Biografie
Lontrell Williams alias Pooh Shiesty trat in die Fußstapfen seines Vaters, der selbst Rapper war und ein eigenes Label gegründet hatte. An der High School gehörte er einer Rap Gang an. Nach zwei Jahren in Texas schloss er mit 18 Jahren die Schule in Memphis ab und konzentrierte sich auf seine Musikkarriere. Er begann mit Veröffentlichungen über SoundCloud und hatte 2019 einen ersten Onlinehit mit Shiesty Summer mit über einer Million Aufrufen. Daraufhin trat Gucci Mane an ihn heran und nahm ihn bei seinem Label 1017 Records unter Vertrag. Es folgten weitere erfolgreiche Veröffentlichungen und er war bei den beiden Label-Samplern So Icy Summer und So Icy Gang, Vol. 1, die beide in die Charts kamen, jeweils an acht Songs beteiligt. 7.62 God und Twerkum wurden als seine Beiträge jeweils mit Gold ausgezeichnet.
Seinen Solodurchbruch hatte Pooh Shiesty zu Beginn des Jahres 2021 mit dem Song Back in Blood, bei dem er Unterstützung von Lil Durk erhielt. Damit erreichte er Platz 13 der US-Singlecharts und Doppelplatin für die Streamingabrufe. Das Lied kündigte auch sein erstes Album an, das wenige Wochen später erschien. Shiesty Season stieg im Februar auf Platz 4 ein und konnte sich anschließend noch um einen Platz verbessern. Neben Lil Durk waren unter anderem auch Gucci Mane, 21 Savage und Lil Baby auf dem Album vertreten.
Bereits im Herbst 2020 wurde Pooh Shiesty in Zusammenhang mit einem bewaffneten Überfall kurzzeitig verhaftet. Nach einem Vorfall in einem Strip Club, bei dem er einem Wachmann in den Fuß geschossen haben soll, wurde er im Juni 2021 erneut inhaftiert bis zu seinem Prozess im Oktober.
Im April 2022 wurde Pooh Shiesty zu 5 Jahren und 3 Monaten Haft verurteilt.

## Diskografie

### Alben
| Jahr | Titel          | Höchstplatzierung, Gesamtwochen, AuszeichnungChartplatzierungen (Jahr, Titel, Platzierungen, Wochen, Auszeichnungen, Anmerkungen) | Höchstplatzierung, Gesamtwochen, AuszeichnungChartplatzierungen (Jahr, Titel, Platzierungen, Wochen, Auszeichnungen, Anmerkungen) | Anmerkungen                                   |
| Jahr | Titel          | US | R&B | Anmerkungen                                   |
| ---- | -------------- | --- | --- | --------------------------------------------- |
| 2021 | Shiesty Season | US3 Platin · (109 Wo.)US | R&B2 (… Wo.)R&B | Mixtape Erstveröffentlichung: 5. Februar 2021 |

### Singles
| Jahr | Titel Album                                     | Höchstplatzierung, Gesamtwochen, AuszeichnungChartplatzierungen (Jahr, Titel, Album, Platzierungen, Wochen, Auszeichnungen, Anmerkungen) | Höchstplatzierung, Gesamtwochen, AuszeichnungChartplatzierungen (Jahr, Titel, Album, Platzierungen, Wochen, Auszeichnungen, Anmerkungen) | Höchstplatzierung, Gesamtwochen, AuszeichnungChartplatzierungen (Jahr, Titel, Album, Platzierungen, Wochen, Auszeichnungen, Anmerkungen) | Anmerkungen                                            |
| Jahr | Titel Album                                     | UK | US | R&B | Anmerkungen                                            |
| --- | ----------------------------------------------- | --- | --- | --- | ------------------------------------------------------ |
| 2020 | Back in Blood Shiesty Season                    | UK— SilberUK | US13 ×5Fünffachplatin · (23 Wo.)US | R&B6 (… Wo.)R&B | Erstveröffentlichung: 6. November 2020 feat. Lil Durk  |
| 2021 | Neighbors Shiesty Season                        | — | US51 Platin · (7 Wo.)US | R&B20 (… Wo.)R&B | Erstveröffentlichung: 3. Februar 2021 feat. BIG 30     |
| 2021 | SUVs (Black on Black) Shiesty Season: Certified | — | US67 Platin · (2 Wo.)US | R&B21 (… Wo.)R&B | Erstveröffentlichung: 3. August 2021 feat. Jack Harlow |
| Folgende Lieder erschienen nicht als Single, wurden aber durch das Album zum Download und Streaming bereitgestellt und konnten somit eine Platzierung erlangen: |                                                 | | | |                                                        |
| |                                                 | | | |                                                        |
| 2021 | Box of Churches Shiesty Season                  | — | US81 Gold · (1 Wo.)US | R&B29 (… Wo.)R&B | Erstveröffentlichung: 5. Februar 2021 feat. 21 Savage  |

Weitere Singles
- Hell Night (featuring Big30, 2019)
- Shiesty Summer (2019)
- Choppa Talk (mit Big30, 2019)
- Day One (2019)
- At It Again (2020)
- Main Slime (2020, US: Gold)
- Main Slime Remix (featuring Moneybagg Yo & Tay Keith, 2020)
- Monday to Sunday (featuring Lil Baby & Big30, 2020, US: Platin)
- ABCGE (featuring Big30, 2020)
- Twerksum (2020, US: Gold)
- 7.62 God (2021, US: Platin)
- Guard Up (2021, US: Gold)
- Switch It Up (feat. G Herbo & No More Heroes, 2021, US: Gold)
- See Red (2021, US: Gold)
- Ugly (feat. Gucci Mane, 2021, US: Gold)

### Gastbeiträge
| Jahr | Titel Album                                 | Höchstplatzierung, Gesamtwochen, AuszeichnungChartplatzierungen (Jahr, Titel, Album, Platzierungen, Wochen, Auszeichnungen, Anmerkungen) | Höchstplatzierung, Gesamtwochen, AuszeichnungChartplatzierungen (Jahr, Titel, Album, Platzierungen, Wochen, Auszeichnungen, Anmerkungen) | Höchstplatzierung, Gesamtwochen, AuszeichnungChartplatzierungen (Jahr, Titel, Album, Platzierungen, Wochen, Auszeichnungen, Anmerkungen) | Anmerkungen                                                              |
| Jahr | Titel Album                                 | UK | US | R&B | Anmerkungen                                                              |
| --- | ------------------------------------------- | --- | --- | --- | ------------------------------------------------------------------------ |
| 2020 | Beat Box Final Destination                  | — | US12 (23 Wo.)US | R&B6 (… Wo.)R&B | Erstveröffentlichung: 18. Dezember 2020 SpottemGottem feat. Pooh Shiesty |
| 2021 | Big Purr (Prrdd) Trendsetter                | — | US69 (3 Wo.)US | R&B32 (… Wo.)R&B | 26. März 2021 Coi Leray feat. Pooh Shiesty                               |
| Folgende Lieder erschienen nicht als Single, wurden aber durch das Album zum Download und Streaming bereitgestellt und konnten somit eine Platzierung erlangen: |                                             | | | |                                                                          |
| |                                             | | | |                                                                          |
| 2021 | Should’ve Ducked The Voice (Deluxe Edition) | — | US53 Platin · (1 Wo.)US | R&B19 (… Wo.)R&B | Erstveröffentlichung: 29. Januar 2021 Lil Durk feat. Pooh Shiesty        |
| 2022 | Shiest Talk It’s Only Me                    | — | US58 (… Wo.)US | R&B26 (… Wo.)R&B | Charteinstieg: 29. Oktober 2022 Lil Baby feat. Pooh Shiesty              |

Weitere Gastbeiträge
- Steppin’ (Action Pack featuring Pooh Shiesty, 2020)
- First Day in LA (Foogiano featuring Pooh Shiesty, 2020)
- SRT (Moneybagg Yo feat. Big30 & Pooh Shiesty, 2020, US: Gold)
- Rip Stick (Kodak Black featuring Pooh Shiesty & Sykobob, 2021)
- Like 34 & 8 (Gucci Mane featuring Pooh Shiesty, 2021)
- SoIcyBoyz 2 (Big Scarr feat. Pooh Shiesty, Foogiano & Tay Keith, 2021, US: Gold)